# Katie Jacobs

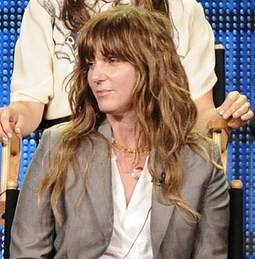
Katie Jacobs

Katie Jacobs é uma diretora e produtora de televisão. Ela e seu marido, Paul Attanasio, comandam a Heel and Toe Films, produtora do seriado da FOX House, M.D.. Katie fez sua estreia como diretora em House, dirigindo dois episódios da terceira temporada.